# امانوئل راشبا
امانوئل ا راشبا (متولد ۳۰ اکتبر ۱۹۲۷، کیف) یک فیزیکدان نظری‌کار شوروی - آمریکایی با اصلیت یهودی است که در اوکراین، روسیه و ایالات متحده کار می‌کرد.
وی برای پژوهشهای خود در شاخهٔ فیزیک ماده چگال و اسپینترونیک، به ویژه اثر اسپین-مدار راشبا، و همچنین برای پیش‌بینی تشدید دو قطبی الکتریکی اسپبنها (EDSR), شناخته می‌شود.
تشدید دو قطبی الکتریکی اسپبنها به‌طور گسترده‌ای مورد بررسی قرار گرفته‌اند و به یک ابزار اسنتاندارد برای عملکرد اسپین الکترون در ساختارهای نانو، و گذار فاز در سیستم‌های جفت شدهٔ اسپین-مدار با تغییر توپولوژی سطح فرمی، تبدیل شد. موضوع اصلی اسپینترونیک کارکرد تمام الکتریکی اسپین‌های الکترونی است و EDSR اولین پدیده ای بود که در این زمینه پیش‌بینی و تجربی مشاهده شد.

## زندگی‌نامه
راشبا متولد کیف، اوکراین، یکی از بازماندگان از حمله نازی‌ها در طول جنگ جهانی دوم بود که با خانواده خود به کازان فرار کرد و در آنجا تحصیل فیزیک را در دانشگاه کازان شروع کرد. پدر او یوسف راشبا یک وکیل برجسته دفاعی و یک بشردوست با تحصیلات عالیه بود. مادرش روزالیا معلم انگلیسی بود. وی پس از بازگشت به کیف از دانشکده فیزیک دانشگاه کیف در سال ۱۹۴۹ فارغ‌التحصیل شد. استادان وی الکساندر داویدوف، سلیمان پکار و کریل تولپیگو بودند. فارغ‌التحصیلی راشبا مصادف با سالهای آخر سلطنت استالین بود که در اثر شوونیسم افراطی ملی سالهای سخت و تاریکی بود. در نتیجه، وی مجبور شد در طی ۵ سال بعدی شغلش را ۵ بار تغییر دهد.
در سال ۱۹۹۱ راشبا به ایالات متحده مهاجرت کرد و در آنجا به عنوان محقق در دانشگاه یوتا (۱۹۹۲–۱۹۹۹)، SUNY در بوفالو (۲۰۰۱–۲۰۰۴) و دانشگاه هاروارد (۲۰۰۴–۲۰۱۵) مشغول به کار شد. وی همچنین با انستیتوی فناوری ماساچوست (MIT، ۲۰۰۰–۲۰۰۴) همکاری می‌کرد، و به عنوان استاد وابسته در کالج دارتموث (۲۰۰۰–۲۰۰۳) و به عنوان استاد رادرفورد در دانشگاه لوفبورو (۲۰۰۷–۲۰۱۰) خدمت کرد. در طی این مدت راشبا عمدتاً بر روی اسپینترونیک و فیزیک سیستمهای نانو مشغول به کار بود.
پس از بیماری عصبی شدید راشبا (۱۹۹۷) کارهای تحقیقاتی وی توسط همسرش ارنا و دخترش گردآوری و چاپ شد.
حدود ۱۵ سال راشبا به عنوان عضو هیئت تحریریه مجلات JETP Letters و مجله Luminescence فعالیت داشت.
راشبا یکی از اعضای انجمن فیزیکی آمریکا بود.

## افتخارات، عضویتها
- جایزه لنین (۱۹۶۶)
- Joffe - جوایز اتحاد جماهیر شوروی (۱۹۸۷)
- پکار - اتحاد جماهیر شوروی
- عضو انجمن فیزیکی آمریکا
- جایزه ICL'99 برای کار بر روی طیف‌سنجی نوری (کنفرانس بین‌المللی ۱۹۹۹ در لومینسانس و طیف‌سنجی نوری ماده چگال در اوزاکا)